# Futlama
Futlama caracteriza-se por ser uma prática de futebol, jogado às margens do rio Amazonas, na cidade de Macapá. O futlama é vivenciado em solo enlameado, no momento da vazante da maré, sem clara demarcação do espaço de jogo. A prática se transformou em esporte e hoje conta com uma federação e um campeonato estadual, realizado entre agosto e outubro. A Federação Amapaense de Futlama (FEAFLA) foi fundada em 27 de agosto de 2007.
O futlama foi transformado em Patrimônio Cultural e Imaterial de Macapá através da Lei 2454/2021, de autoria do vereador Alexandre Azevedo, sancionada pelo prefeito Antônio Furlan em maio deste ano.

## História
O futlama começou de forma casual, quando amigos se reuniam aos fins de semana para jogar peladas na beira do rio, na década de 1990. Antes mesmo de ter bola, as pessoas de gerações passadas utilizavam a aninga, uma planta aquática encontrada na beira do rio Amazonas e que servia como bola.
Os times têm nomes que homenageiam termos regionais: O “Tralhoto” e o “Carataí” em homenagem a peixes da região amazônica, os pássaros “Tico-tico” e “Beija-flor”, “Pau-ferro” e “Maçaranduba”, nomes de madeiras nativas, são alguns deles.

## Fundamentos
As regras são as mesmas do futsal. Apenas o escanteio é diferente, pois pode ser cobrado tanto com os pés quanto com as mãos.